# Britisch-osttimoresische Beziehungen
Osttimor und das Vereinigte Königreich unterhalten problemlose Beziehungen.

## Geschichte

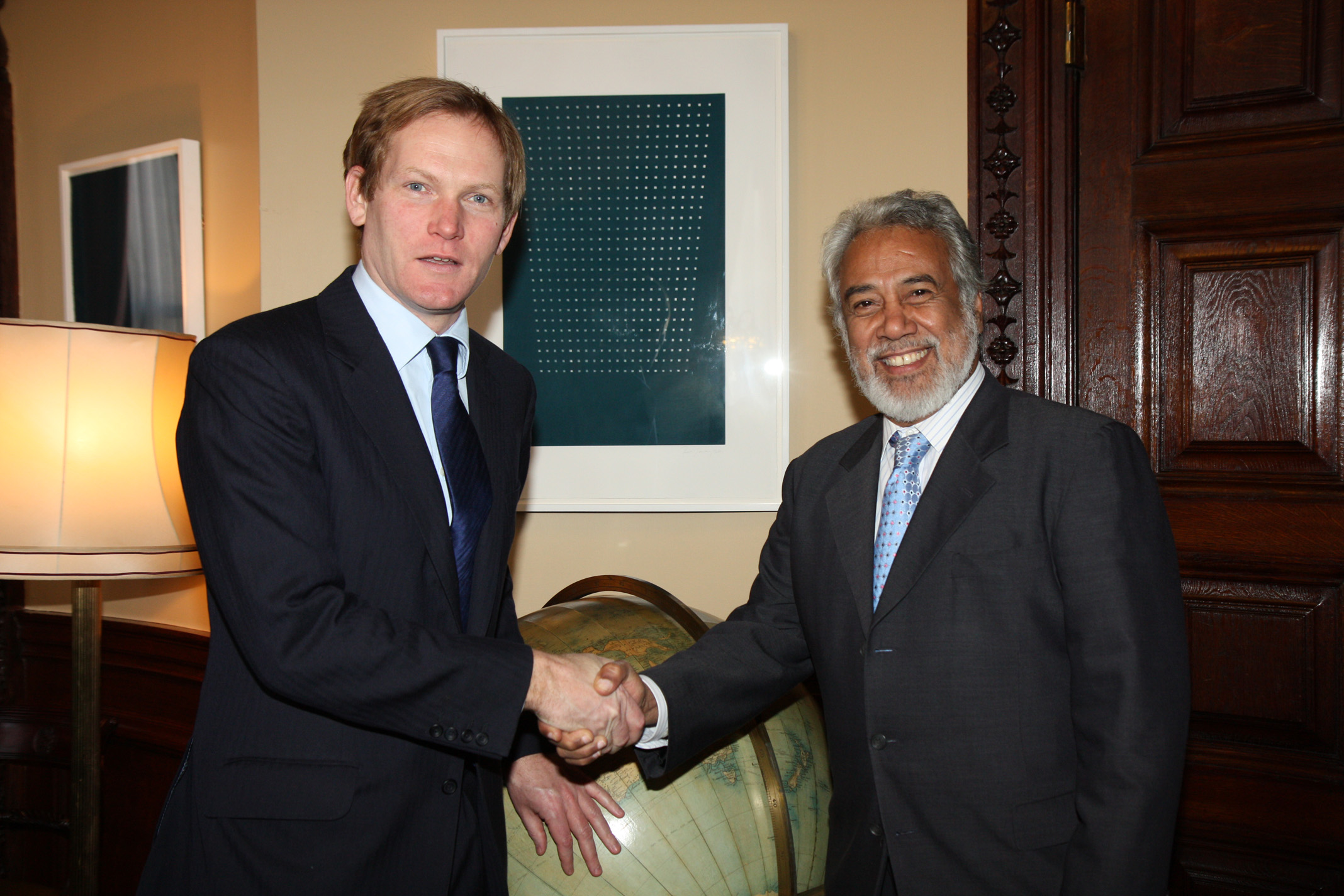
Osttimors Premierminister Xanana Gusmão und der britische Staatssekretär Jeremy Browne

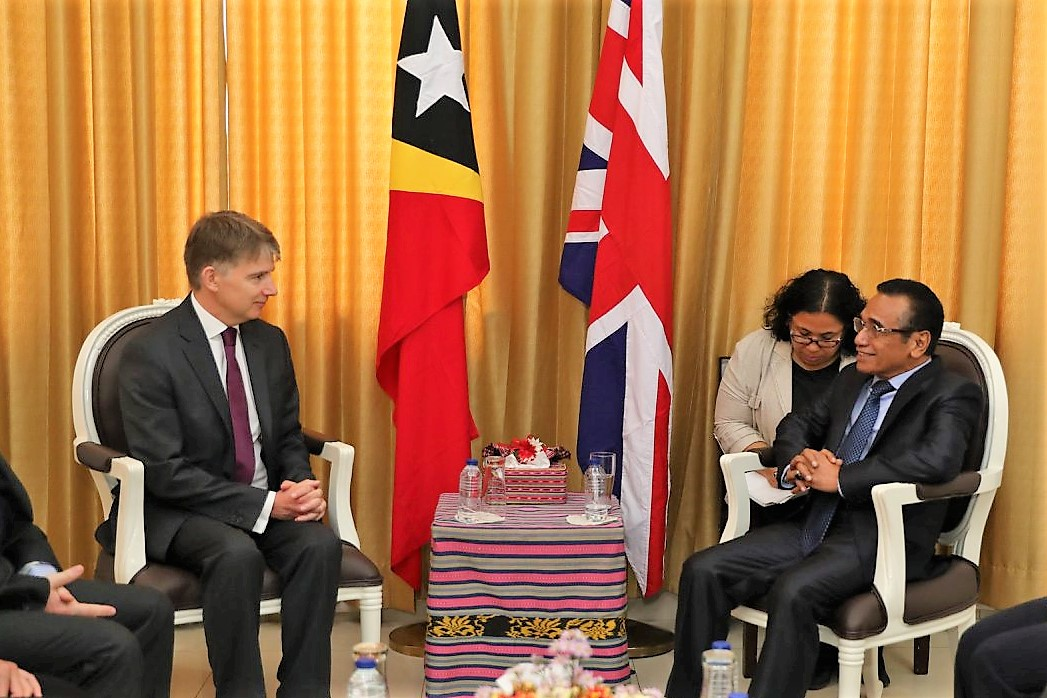
Übergabe der Akkreditierung von Botschafter Owen John Jenkins an Präsident Francisco Guterres (2019)

Die britische Siedlung Port Essington in Nordaustralien erhielt Unterstützung aus der damaligen Kolonie Portugiesisch-Timor. Ab 1901 suchten unter anderem britische Firmen auf Timor nach Erdöl.
In der Frage, ob Osttimor nach der Nelkenrevolution die Unabhängigkeit erhalten sollte, nahm Großbritannien eine pro-indonesische Haltung ein. Der britische Botschafter in Jakarta John Archibald Ford hatte sich klar dafür ausgesprochen, Osttimor in Indonesien zu integrieren, um die Schaffung eines „Problemkindes“ zu verhindern. Am 16. Oktober 1975 wurden die britischen Journalisten Brian Peters und Malcolm Rennie, gemeinsam mit drei australischen und neuseeländischen Kollegen, von eindringenden indonesischen Soldaten ermordet. Die Opfer wurden als Balibo Five bekannt. 1991 gelang es dem britischen Journalisten Max Stahl, das Santa-Cruz-Massaker zu filmen, was weltweit Sympathien für das besetzte Osttimor brachte.
Der britische TV-Dokumentarfilm Death of a Nation: The Timor Conspiracy führte 1994 zu öffentlichen Aufsehen. Der Film warf der britischen Regierung Mittäterschaft beim indonesischen „Völkermord in Osttimor“ vor. Konkret wurden die Lieferungen von Kampfflugzeugen und anderen Waffen an Indonesien aufgeführt, die in Osttimor eingesetzt wurden. Der Film zeigt unter anderem ein Interview mit dem britischen Verteidigungsminister Alan Clark, in dem er auf die Frage lachte, ob die an Indonesien verkauften BAE-Hawk-Bodenkampfflugzeugen wirklich Trainingsflugzeuge seien oder ob Indonesien Garantien angeboten hätten, sie nicht zu Unterdrückungszwecken einzusetzen. Am 19. November 1995 besetzten osttimoresische Aktivisten friedlich die britische Botschaft in Jakarta, anlässlich des APEC-Gipfels in Osaka. Im Vereinigten Königreich selbst bildeten sich mehrere Nichtregierungsorganisationen zur Unterstützung Osttimors. Beim Sabotageakt bei der British Aerospace am 29. Januar 1996 zerstörten Aktivistinnen der Gruppe „Seeds of Hope East Timor Ploughshares: Women disarming for life and justice“ einen für Indonesien bestimmtes BAE Hawk-Bodenkampfflugzeug. Erstmals nach einem solchen Fall wurden die Aktivistinnen, die die Tat mit der Verhinderung eines Völkermords in Osttimor begründeten, vom Gericht vom Vorwurf der Sachbeschädigung freigesprochen.
Während ihrer EU-Ratspräsidentschaft versuchte die Republik Irland in der zweiten Hälfte von 1996 den Osttimorkonflikt auf die Agenda der Europäischen Union zu bringen. Dabei traf sie auf Widerstand durch die konservativen Regierungen des Vereinigten Königreichs und Deutschlands unter John Major und Helmut Kohl, die im Kalten Krieg eine Unterstützung von Indonesien befürworteten. Erst spät unterstützte London Osttimor in seinem Bestreben nach Unabhängigkeit von Indonesien. So bot das Vereinigte Königreich dem Unabhängigkeitsführer Xanana Gusmão 1999 politisches Asyl an. Zuvor hatte Großbritannien noch Versuche Portugals in der Europäischen Union gebremst, das Thema aufzugreifen, da die Briten enge wirtschaftliche Beziehungen mit Indonesien hatten, inklusive der Waffenlieferungen. Nach Ende der indonesischen Besatzung 1999 empfahl die von den Vereinten Nationen eingesetzte Empfangs-, Wahrheits- und Versöhnungskommission von Osttimor (CAVR), dass Länder, die Indonesien militärisch unterstützt hatten, Entschädigung an Osttimor zahlen sollten. Zu diesen Ländern gehörte auch das Vereinigte Königreich.
Der Brite Ian Martin war 1999 der erste UN-Sonderbeauftragte für Osttimor und 2006 Sondergesandter des UN-Generalsekretärs für Osttimor.

## Diplomatie

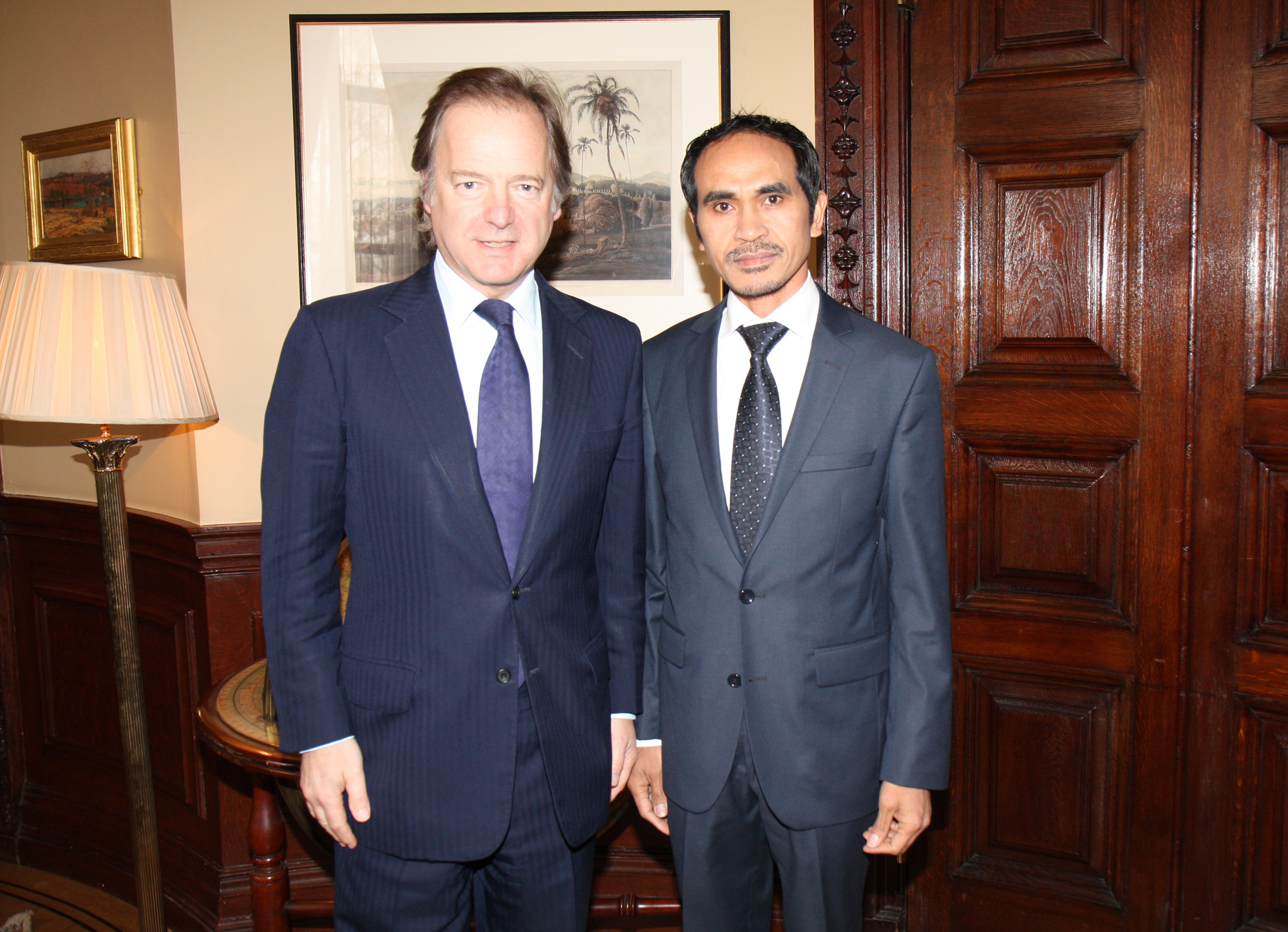
Osttimors Botschafter Joaquim da Fonseca mit dem britischen Minister Hugo Swire

Osttimor unterhält eine Botschaft in London. Der erste Botschafter Joaquim da Fonseca trat 2014 sein Amt an. Er hat im Vereinigten Königreich studiert, ebenso wie mehrere andere führende Politiker des südostasiatischen Landes.
Das Vereinigte Königreich verfügte zwischen 2002 und 2006 über eine Botschaft in Dili. Nach ihrer Schließung ist nun die Botschaft im indonesischen Jakarta für Osttimor zuständig. Vor dem Zweiten Weltkrieg vertrat ein Honorarkonsul Großbritannien und Australien in Portugiesisch-Timor. David Ross, der bereits seit April 1941 als Fluglinienvertreter für Qantas in Dili lebte, wurde am 10. Dezember 1941 offiziell als Konsul von der Regierung Portugals angenommen. Es war die britische Reaktion auf die Entsendung eines Konsuls aus Japan nach Dili.

## Wirtschaft
Etwa 16.000 Gastarbeiter aus Osttimor leben im Vereinigten Königreich, 3.000 davon alleine im nordirischen Dungannon. Sie profitieren durch Sonderrechte, die ihnen denselben Status gewähren wie den Bürgern Portugals. Durch den Brexit ist dieser nun gefährdet.
2018 registrierte das Statistische Amt Osttimors Importe aus dem Vereinigten Königreich in Höhe von 742.000 US-Dollar. Damit lag es bei den Herkunftsländern auf Platz 24. Von Osttimor in das Vereinigte Königreich wurden 16.590 kg Kaffee, im Wert von 103.711 US-Dollar verkauft. Damit ist das Vereinigte Königreich bei den Zielländern osttimoresischer Exporte auf Platz 17 und bei den Kaffeeabnehmern auf Platz 14.

## Sport
Der englisch U18-Fußballnationalspieler Fábio Carvalho hat auch die osttimoresische Staatsangehörigkeit.

## Einreisebestimmungen
Für Osttimoresen galt im Vereinigten Königreich bis 2023 Visafreiheit. Nun besteht Visapflicht, da man im Vereinigten Königreich illegale Einwanderung befürchtet.